# Dichanthium sericeum
Dichanthium sericeum är en gräsart som först beskrevs av Robert Brown, och fick sitt nu gällande namn av Aimée Antoinette Camus. Dichanthium sericeum ingår i släktet Dichanthium och familjen gräs.

## Underarter
Arten delas in i följande underarter:
- D. s. humilius
- D. s. polystachyum